# Duckeanthidium tarapotoense
Duckeanthidium tarapotoense là một loài ong trong họ Megachilidae. Loài này được Urban miêu tả khoa học đầu tiên năm 2004.